# Стара (Польща)
Стара (пол. Stara) — село в Польщі, у гміні Александрув Пйотрковського повіту Лодзинського воєводства.
Населення — 153 особи (2011).
У 1975-1998 роках село належало до Пйотрковського воєводства.

## Демографія
Демографічна структура станом на 31 березня 2011 року:
|          | Загалом | Допрацездатний вік | Працездатний вік | Постпрацездатний вік |
| -------- | ------- | ------------------ | ---------------- | -------------------- |
| Чоловіки | 84      | 20                 | 51               | 13                   |
| Жінки    | 69      | 13                 | 34               | 22                   |
| Разом    | 153     | 33                 | 85               | 35                   |